# Ippolito d’Este (1509–1572)
Hipolit II d’Este (ur. 25 sierpnia 1509 w Ferrarze, zm. 2 grudnia 1572 w Rzymie) – włoski kardynał i mąż stanu.

## Życiorys
Urodził się w 1509 roku w Ferrarze jako syn Lukrecji Borgii i Alfonsa I d’Este, księcia Modeny i Ferrary. Był wnukiem papieża Aleksandra VI. W latach 1519–1550 i 1555-1556 był administratorem archidiecezji Mediolanu, 1539-1551 i 1562-1564 adm. diecezji Lyonu, 1550-1551 adm. diecezji Novara, 1550-1551 i 1563-1572 adm. diecezji Narbonne i 1562-1566 adm. archidiecezji Arles.
Nominowany na kardynała 20 grudnia 1538 roku. W latach 1539–64 i 1564-1565 kardynał diakon Santa Maria in Aquiro, w 1564 kardynał diakon Santa Maria in Via Lata i 1565-1572 kardynał diakon Santa Maria Nuova.
Hipolit był miłośnikiem przepychu i luksusu.